# Gregorio Ibarreche
Gregorio Ibarreche (Ibarretxe) y Ugarte ( Bilbao 27 de noviembre de 1864-26 de julio de 1933) fue un arquitecto y político vasco. Fue arquitecto municipal, primer teniente de alcalde de Bilbao, y brevemente, alcalde (de 1907 a 1909, fecha en la que le sustituyó José Horn y Areilza).

## Biografía
Nace Gregorio Ibarreche en la calle Barrencalle del Casco Viejo de Bilbao en 1864. Estudió en el colegio-internado de los jesuitas de Orduña. Posteriormente se trasladó a Valladolid a estudiar el bachillerato y la preparación para entrar en la escuela de Arquitectura, cursando sus estudios de carrera en Barcelona. Obtuvo el título de arquitecto en 1893. En 1904 se casó con Dolores Basualdo Palacio. No tuvieron descendencia.

## Obras
Obras suyas incluyen:
- Palacio de Ibaigane (1898),[6] construido como residencia para el empresario vasco Ramón de la Sota[7] y sede, desde 1988, del Athletic Club.
- Escuelas de Urazurrutia (1902), en Bilbao La Vieja.[5]
- Con Enrique Epalza, proyectó el Colegio Público Miguel de Cervantes, inaugurado en 1905, en un solar de la Sociedad La Perla adquirido por el Ayuntamiento de Bilbao, bajo la dirección de Ricardo Bastida como arquitecto municipal.[8]
- Depósito Franco (1917-1926), en el muelle de Uribitarte de Bilbao.[5]
- Edificio propiedad de los Sota (1929), en la plaza Jado de Bilbao. [5]